# Тигань, Сенад
Се́над Ти́гань (англ. Senad Tiganj; 28 августа 1975, Любляна) — словенский футболист, полузащитник.

## Биография
На родине в Словении играл за: «Свобода» (Любляна), «Коротан», «Мура Мурска». В 2001 году был задействован в израильском «Хапоэле» из Кфар-Сава. В том же 2001 вернулся в Словению, где играл за «Олимпию» (Любляна), провёл 38 матчей и забил 13 мячей. зимой 2003 года перешёл в «Карпаты» (Львов), провёл 12 матчей и был продан хорватской «Риеке». За команду из Риеки провёл 7 матчей и забил 1 мяч. Позже вернулся на родину, где играл за «Любляну».
В 2005 году перешёл в «Рот-Вайсс» (Эрфурт). В Германии был вмешен в допинговый скандал. Позже в Германии выступал за: «Ваккер» (Бургхаузен) и «Ян Регенсбург».
В июле 2006 года переходит в клуб «Драва», за пол сезона, которые он провёл в команде, сыграл 13 поединков, в которых забил 5 мячей. В январе 2007 года переходит в австрийский «Капфенберг», а летом 2007 года переходит в клуб «САК Клагенфурт».
В 2008 году перешёл в клуб из второй лиги Словении «Алюминий» из города Кидрицево. В 2009 году перешёл в «Драву», в которой уже выступал.
Сенад провёл 4 матча за сборную Словении и забил 1 мяч сборной Фарерских островов. Участник Чемпионата мира 2002 года.